# Kwai (Tanzania)
Kwai è una circoscrizione rurale (rural ward) della Tanzania situata nel distretto di Lushoto, regione di Tanga. Conta una popolazione di 12 829 abitanti (censimento 2012).